# Florencita-(Sm)
La florencita-(Sm) és un mineral de la classe dels fosfats, que pertany al grup de la plumbogummita.

## Característiques
La florencita-(Sm) és un fosfat de fórmula química SmAl₃(PO₄)₂(OH)₆. Va ser aprovada com a espècie vàlida per l'Associació Mineralògica Internacional l'any 2009. Cristal·litza en el sistema trigonal. La seva duresa a l'escala de Mohs és 5,5 a 6. És l'anàleg amb samari de la florencita-(Ce) i la waylandita. Aquest mineral és una combinació única d'elements, sent el segon mineral amb samari dominant després de la monazita-(Sm).
Segons la classificació de Nickel-Strunz, la florencita-(Sm) pertany a «08.BL: Fosfats, etc. amb anions addicionals, sense H₂O, amb cations de mida mitjana i gran, (OH, etc.):RO₄ = 3:1» juntament amb els següents minerals: beudantita, corkita, hidalgoïta, hinsdalita, kemmlitzita, svanbergita, woodhouseïta, gal·lobeudantita, arsenogoyazita, arsenogorceixita, arsenocrandal·lita, benauita, crandal·lita, dussertita, eylettersita, gorceixita, goyazita, kintoreïta, philipsbornita, plumbogummita, segnitita, springcreekita, arsenoflorencita-(La), arsenoflorencita-(Nd), arsenoflorencita-(Ce), florencita-(Ce), florencita-(La), florencita-(Nd), waylandita, zaïrita, arsenowaylandita, graulichita-(Ce), viitaniemiïta i pattersonita.

## Formació i jaciments
Va ser descoberta a l'àrea de Svodovyi, al llac Grubependity, a la república de Komi (Districte Federal del Nord-oest, Rússia), l'únic indret on ha estat trobada.